# Ugrabitev Perzefone
Ugrabitev Perzefone (italijansko Ratto di Proserpina) je velika baročna skupinska skulptura iz marmorja italijanskega umetnika Giana Lorenza Berninija, ki je bila narejena med letoma 1621 in 1622. Bernini je bil ob dokončanju star le 23 let. Prikazuje ugrabitev Perzefone, ki jo bog Had zgrabi in odpelje v podzemlje. Beseda ugrabitev je tradicionalni prevod latinske besede raptus - zaplenjen ali odnesen, in se ne nanaša posebej na spolno nasilje (v nekaterih prevodih posilstvo Perzefone).

## Zgodovina

### Pokroviteljstvo
Tako kot številna Berninijeva zgodnja dela ga je naročil kardinal Scipione Borghese, verjetno skupaj s portretom Scipionejevega strica papeža Pavla V. (ki je umrl leta 1621). Bernini je za kip prejel najmanj tri plačila v vrednosti vsaj 450 rimskih skudov. Kip je začel klesati leta 1621 in ga dokončal leta 1622. Kip je leta 1622 dal Scipion kardinalu Ludovisiju (bodoči papež Gregor XV.), ki ga je prenesel v svojo vilo. Odkupila ga je italijanska država in se je leta 1908 vrnil v vilo Borghese.

### Poznejša zgodovina
Med prvo svetovno vojno je bila skulptura zaščitena s škatlo in vrečami peska, da bi preprečili poškodbe.

## Kritična reakcija
Večina kritikov je delo hitro pohvalila. Rudolf Wittkower je zapisal: »Reprezentacije takšnih prizorov ugrabitve so bile naslednjih sto petdeset let odvisne od Berninijeve nove, dinamične zasnove«. Howard Hibbard daje podobne pripombe, pri čemer opozarja na realistične učinke, ki jih je Bernini dosegel z klesanjem trdega marmorja, kot so »tekstura kože, leteče vrvi las, Perzefonine solze in predvsem prožno telo dekleta«. Običajno se navaja tudi izbira dogodka za prikaz zgodbe: Hadove roke objamejo Perzefonin pas ravno takrat, ko ona vrže roke ven v poskusu pobega. Berninijev lastni sin in biograf, Domenico, ga je označil za »osupljiv kontrast nežnosti in krutosti«.
V 18. in 19. stoletju, ko je bil Berninijev ugled na nizki ravni, so kritiki kipu očitali. Francoski obiskovalec iz 18. stoletja Jerome de la Lande naj bi zapisal: »Hadov hrbet je zlomljen; njegova postava ekstravagantna, brez značaja, plemenitost izraza in njegovi obrisi slabi; ženska ni nič boljša«. Drugi francoski obiskovalec Ludovisijeve vile je bil enako kritičen in je izjavil: »Glava Hada je vulgarno gejevska; njegova krona in brada mu dajeta smešen videz, medtem ko so mišice močno označene in postava pozira. To ni pravo božanstvo, ampak okrasni bog...«
Drugi so opozorili na zvit kontraposto ali figura serpentinata pozo skupine. Čeprav spominja na manierizem, zlasti Giambolognino Ugrabitev Sabink, Bernini gledalcu dovoli, da prizor vpije z enega samega zornega kota. Medtem ko drugi pogledi zagotavljajo dodatne podrobnosti, lahko gledalec vidi obupanost Perzefone in nemočne poskuse Hada, da bi jo zgrabil. To je bilo v nasprotju z manieristično skulpturo Giambologna, ki je od gledalca zahtevala, da se sprehodi okoli skulpture, da bi si ogledal izraze vsakega lika.

## Sorodna dela
- Študija fragmenta Perzefonine glave, za katero so dolgo mislili, da jo je ustvaril Bernini, a jo je verjetno dejansko ustvaril sorodni umetnik, je v Clevelandskem muzeju umetnosti.[12]
- Leta 1811 je ruski kipar Vasilij Demut-Malinovski ustvaril skulpturo z naslovom Ugrabitev Perzefone. Kip je trenutno v Sankt Peterburgu.[13]
- Had in Perzefona Jeffa Koonsa je 11 čevljev visoka skulptura iz nerjavečega jekla s prozornim barvnim premazom in živimi cvetočimi rastlinami. Argentinski razvijalec in zbiralec umetnin Eduardo Costantini ga je kupil, da bi ga postavil v vetrič v svojem luksuznem stanovanju ob oceanu v Bal Harbourju na Floridi, ki naj bi bil dokončan leta 2016.[14]